# 付德
付德（?—?），一作富德，字隈瞻，吴扎拉氏，满洲正蓝旗人。雍正己酉拔贡，己酉科举人，庚戌科进士。
历任翰林院侍读、日讲起居注官、翰林院侍讲学士、詹事府少詹事、太常寺卿、都察院左副都御史、内阁学士兼礼部侍郎衔、上书房行走、提督山东学政、镶蓝旗满洲副都统、盛京户部侍郎、诰授光祿大夫。
族亲德克金布，嘉庆辛未翻译进士。